# Cerkiewska Góra (wzgórze)
Cerkiewska Góra (412 m)  – wzniesienie po wschodniej stronie zabudowanego obszaru miejscowości Klucze, w województwie małopolskim, w powiecie olkuskim, w gminie Klucze. Znajduje się na Wyżynie Olkuskiej będącej częścią Wyżyny Krakowsko-Częstochowskiej. 
Wzniesienie porasta rzadki las.